# Wojciech Siek
Wojciech Siek (ur. 1 maja 1994 w Bielsku-Białej) – polski siatkarz, grający na pozycji środkowego.

## Sukcesy klubowe
Turniej Nadziei Olimpijskich:
- 2009

Ogólnopolska Olimpiada Młodzieży:
- 2011

Młoda Liga:
- 2013

Mistrzostwo I ligi:
- 2019, 2022[3]
- 2021, 2024[4]